# Revolucija 1848. – 1849.
Revolucija 1848. – 1849., poznata kao Proljeće naroda, naziv je za društvene i nacionalne pokrete i nemire u više europskih zemalja u kojima su razne društvene i nacionalne skupine postavljale zahtjeve za političke, društvene i gospodarskim promjenama. 

## Pozadina
Prva revolucija započela je u siječnju 1848. u Palermu na Siciliji, a u veljači iste godine izbila je revolucija u Parizu. Nositelji ove revolucije u pojedinim europskim zemljama nisu uvijek pripadali jednom društvenom sloju, nego su bili pripadnici svih društvenih slojeva: građani, sitni obrtnici i trgovci, nezaposleni radnici i seljaci, čak i plemići, pa su i revolucionarni zahtjevi ovisili o pripadnosti pojedinoj skupini i stoga sadržavali i socijalističke i protukapitalističke i protufeudalne elemente. Jedan od neposrednih preduvjeta izbijanju revolucije diljem Europe bila je agrarna kriza u razdoblju od 1845. do 1847. te nestabilni gospodarski sustavi u razvijenim europskim državama koji su vodili do financijskih kriza i bankrota. Značajan čimbenik u revolucionarnim kretanjima 1848. – 1849. bili su i snažni nacionalni pokreti i zahtjevi, koji su se počeli razvijati od početka 19. stoljeća u pojedinim višenacionalnim europskim zemljama.

## Tijek revolucije

### Francuska
U Francuskoj su društvene napetosti započele u srpnju 1847. kada je vlada Françoisa Guizota odbila zahtjeve za proširenjem prava glasa, a vrhunac su dostigle 22. veljače 1848. nakon što je ponovno odbijen isti zahtjev. Tada su radikalniji dijelovi pariškog pučanstva započeli s podizanjem barikada i uličnim sukobima s policijom. Dana 23. veljače Guizotova je vlada podnijela ostavku, ali su 24. veljače ulični sukobi još više ojačali pa je kralj Luj Filip istog dana abdicirao. Već sljedeći dan proglašena je Druga Republika i uvedeno opće biračko pravo. 
Na vlast su došle liberalno-demokratske snage i uvele su slobodu govora, pravo glasa, slobodu tiska… Liberalna vlada imala je dva ministra iz redova radnika. Kako bi se smanjila nezaposlenost, vlada je osnovala komisiju za rad. Država je na taj način krenula s organizacijom velikih javnih radova u nacionalnim radionicama, gradile su se ceste, željeznice… Svi su imali pravo na rad. Međutim, liberali su ubrzo vidjeli da im nacionalne radionice gutaju ogromna financijska sredstva i zato su ih u svibnju počeli zatvarati. Istovremeno su iz vlade izbacili obadva radnička predstavnika. Budući da su niži društveni slojevi zahtijevali od vlade Alphonsea de Lamartinea daljnje reforme, koje ovaj nije bio spreman izvršiti, u svibnju su otpočeli novi nemiri. 
Nezadovoljni radnici su u lipnju digli oružani ustanak u Parizu. Ustanak je imao posebni cilj. Radnici su željeli vlast, no to bi dovelo do promjene društvenog poretka. Bio je to prvi pokušaj socijalističke revolucije. Dana 23. lipnja izbila je nova revolucija koju su sljedeći dan ugušile postrojbe generala Louis-Eugènea Cavaignaca, a liberali su ostali na vlasti. Te godine za predsjednika Francuske izabran je Luj Bonaparte, Napoleonov nećak. Godine 1851. Luj Bonaparte se proglasio carem i uzeo je ime Napoleon III. Time je proglasio Drugo Francusko Carstvo, koje je trajalo do 1871. godine. Napoleon III. je vladao u korist liberala.

### Širenje
Ideje revolucije u Francuskoj vrlo su se brzo proširile u Habsburškoj Monarhiji, pojedinim njemačim kneževinama, Pruskoj i dijelovima Italije. Posebice je na širenje revolucija u ovim zemljama utjecalo izbijanje ustanka u Beču 13. i 14. ožujka 1848. koje je rezultiralo smjenjivanjem habsburškoga ministra vanjskih poslova Klemensa Lothara Metternicha (13. ožujka 1848.), a nakon čega je u monarhiji objavljen nov ustav i uvedene su građanske slobode te ukinuta cenzura. 

### Njemačka
Nakon Napoleonovog poraza, nastao je Njemački savez, koji je okupljao 38 njemačkih država, koje su se nalazile na prostoru na kojem je prije Napoleona postojalo 380 državica. Austrijsko Carstvo i Prusko Kraljevstvo borili su se za prevlast nad njemačkim državicama.
U Berlinu se revolucija proširila iz Rajnske oblasti, a započela je sukobima između radništva, studenata i građanstva s kraljevom vojskom u Berlinu, 18. ožujka 1848. Liberalnim snagama su se pridružili svi društveni slojevi osim feudalaca. Prisilili su vladara da sastavi liberalnu vladu, izda ustav i objavi parlamentarne izbore. Kralj Fridrik III. bio je prisiljen imenovati novu liberalnu vladu i obećati nov ustav.  Liberali su preuzeli vlast, ali nisu se zauzimali za siromašne pa su se javile pobune najsiromašnijih. Vladar je jedini kontrolirao vojsku i liberali su postali ovisni o njemu. Vladar je prvo priskočio u pomoć liberalima, a onda je iskoristio zapovjedništvo nad vojskom da se riješi liberala i da vrati stari poredak u Pruskoj. 
Nakon toga su u Beču i Berlinu bila sazvana zasjedanja parlamenata koji su vijećali o budućim ustavima i liberalizaciji društva. U nekim njemačkim državama, koje je Napoleon prve osvojio više nije bilo feudalnog sustava. To su bile većinom države na jugozapadu Njemačke. Njemačkim liberalima trebalo je tržište i radna snaga. Nijemci su u svih 38 država izabrali zastupnike i u Frankfurtu na Majni se sastao prvi njemački građanski parlament. Na zasjedanju parlamenta u Frankfurtu na Majni, koji je započeo s radom 18. svibnja 1848. i u kojem su bili zastupljeni predstavnici saveza njemačkih kneževina, prevladavalo je nacionalno pitanje. U parlamentu su se javile tri struje:
1. Velikonjemačka struja, koja želi veliku Njemačku uključujući i Austrijsko Carstvo i žele zadržati Habsburgovce na carskom prijestolju;
2. Malonjemačka struja je za Njemačku u kojoj će biti samo Nijemci, bez Austrijskog Carstva i oni žele vladara iz Njemačke;
3. Demokratska struja želi da Njemačka bude republika.

Problem ujedinjenja njemačke nacije u jedinstvenu državu planiran je i kao ujedinjenje s Austrijom, ali je ono bilo nerealno zbog položaja Austrije u sastavu Habsburške Monarhije. Jedino u čemu se parlament složio je da treba izdati ustav. Na kraju je pobijedila malonjemačka struja. Parlamentarci su ponudili pruskom kralju krunu ujedinjene Njemačke, međutim, kralj je to odbio. Budući da parlament nije donio niti jednu odluku vezanu uz poboljšanje materijalnog položaja siromašnih društvenih slojeva, 18. i 19. rujna 1848. u Frankfurtu je izbio novi ustanak koji je ugušila pruska vojska. Nakon ugušenja ustanka u Berlinu u prosincu 1848., u njemačkim zemljama više nije došlo do jačih revolucionarnih gibanja.

### Italija
U sjevernoj Italiji, Lombardijom i Venecijskim vojvodstvom vladali su Habsburgovci, središnji dio Italije zauzimala je Papinska Država, a južna Italija i otok Sicilija činili su Napuljsko Kraljevstvo, kojim je vlada ogranak Burbonaca. Jedina državica u kojoj je postojala domaća dinastija bio je Pijemont ili Kraljevina Sardinija, gdje je vladala savojska dinastija.
Ustanak je izbio na Siciliji, a revolucija se polako proširila prema sjeveru. Građanstvo je uspjelo doći na vlast i proglasiti republiku. Papa je ujesen 1848. godine prognan iz Rima i Rim je proglašen republikom. Radikalizacija revolucije 1848. (ubojstvo premijera nove liberalne vlade, proglašenje republike) dovela je do papina poziva Francuskoj, Španjolskoj, Napulju i Habsburškoj Monarhiji da povedu vojnu intervenciju.  Prije nego što su Talijani uspjeli dići ustanak protiv Habsburgovaca u Veneciji i Lombardiji, Habsburgovci su poslali vojsku u sjevernu Italiju. U pomoć su joj došle i francuska i španjolska vojska. Papa je vraćen u Rim, a francuska vojska je ostala čuvati papu. U lipnju 1849. francuske postrojbe ušle su u Rim. Posljednje uporište revolucije u Italiji, Venecija, bilo je pacificirano u srpnju 1849.
Revolucija nije uspjela ni u Italiji. Jedina država, koja je uspjela ukinuti feudalizam i apsolutnu vlast kralja bila je Kraljevina Pijemont. Uveden je parlament i ustav. Svi revolucionari u Italiji biježe u Pjemont, a među njima je bio i vođa nacionalno-oslobodilačkog pokreta, Giuseppe Garibaldi. On je pripremao dobrovoljačku vojsku za buduću ulogu ujedinjenja Italije.

## Habsburška Monarhija
U Habsburškoj Monarhiji revolucionarna su gibanja zahvatila, uz sjeverne talijanske pokrajine, Austriju, Ugarsku, Češku, Slovačku, Transilvaniju i Hrvatsku, a njihovo osnovno obilježje u tim zemljama bili su, uz zahtjeve za društvenih promjenama i liberalizacijom društva, snažni nacionalni zahtjevi pojedinih naroda, kao npr. Čeha, Mađara, Hrvata, Srba u Vojvodini i drugih. Upravo zbog neriješenih međunacionalnih odnosa, revoluciju 1848. – 1849. u monarhiji nerijetko su obilježavali međunacionalni sukobi i ratovi koje su vješto, u cilju gušenja revolucije, iskoristile središnje vlasti u Beču. Tamo su se od proljeća do jeseni 1848. zbivanja kretala od revolucionarnih do kontrarevolucionarnih, pa je carska obitelj u svibnju pobjegla iz Beča da bi se vratila u kolovozu kada se činilo da su konzervativne snage uspostavile red u gradu. Položaj konzervativnih snaga znatno je ojačan kada je Alfred Windischgrätz 17. lipnja 1848. ugušio revoluciju u Pragu. Nemiri u Beču ugušeni su 31. listopada kada je vojska zauzela grad i poubijala radikalne vođe revolucije. U Ugarskoj su revolucionarna gibanja započela u ožujku 1848., a kada je vlada u Beču zatražila rusku vojnu intervenciju, revolucija je ugušena u kolovozu 1849. potpunim porazom mađarskih snaga.

### Mađarska
Vođa i najistaknutiji pojedinac te borbe je bio Lajos Kossuth. Revolucija je počela u Pešti, 15. ožujka predvođena skupinom studenata na čelu sa Sándorom Petőfijem. Ta grupa ljudi je krenula iz kavane Pilvax, da bi tražili oslobađanje političkih zatvorenika. To je potaknulo masovne prosvjede na peštanskim ulicama. 
U isto vrijeme tiska se zahtjev s 12 točaka koji se upućuje u Beč. U njemu se zahtjeva veće ovlasti sabora, ukidanje kmetstva, vraćanje mađarskih vojnika u domovinu s talijanskog ratišta. Habsburški dvor pod velikim pritiskom događanja u Beču, prihvaća uvjete. Mađari ovim činom iako ne dobivaju neovisnu državu, dobivaju vladu koju imenuje njihov sabor, velike ovlasti sabora, te ograničavanje carskih ovlasti vezano o sazivanju i raspuštanju sabora. 
Daljnja događanja u mađarskom ratu za neovisnost su uvelike određena pogrešnom mađarskom politikom prema Hrvatima, Srbima, Slovacima i Rumunjima, a posebice retorika mađarskog vođe Lajosa Kossutha. Takva politika izaziva reakciju bana Josipa Jelačića koji s hrvatskom vojskom ulazi u Mađarsku i sukobljava se s mađarskom vojskom kod Pákozda. 
Jelačić sklapa primirje s mađarskim zapovjednikom i ide u Beč da bi pomogao u suzbijanju bečke revolucije. Iako mađarski povjesničari smatraju Jelačića poraženim, on omogućava Beču konsolidiranje. Habsburgovci poništavaju dobre tekovine ožujačke revolucije, te počinju izravnu agresiju na Mađarsku. Rat traje skoro godinu dana, da bi ulaskom ruske carske vojske, 1. kolovoza 1849. mađarska vojska doživjela potpun slom. Većina mađarskih zapovjednika je strijeljana kod mjesta Világosa, a Lajos Kossuth je pobjegao iz Mađarske u Torino gdje je doživio duboku starost.

### Hrvatska
Hrvatski vojnici na čelu s hrvatskim banom Josipom Jelačićem sudjelovali su u revoluciji 1848. – 1849., koja se događala na prostoru Habsburške Monarhije.  Godine 1848. zbog opasnosti mađarske revolucije i njezine ideje o stvaranju jedinstvene nacije s ciljem da se Hrvatska "pomađari", Narodna skupština je izabrala Jelačića za hrvatskog bana i vrhovnog zapovjednika hrvatske vojske, na veliko zadovoljstvo svekolikog hrvatskog naroda. Ban Jelačić je odmah po svom imenovanju izdao proglas o ukidanju kmetstva na veliko oduševljenje cijele Hrvatske.
Mađari i njihove sluge "mađaroni" nisu se mogli pomiriti s činjenicom, da je Hrvatska dobila za vođu pravog hrvatskog rodoljuba, pa su se služili svim sredstvima i podvalama da unište i ocrne bana u očima bečkog dvora i hrvatskog naroda. Ban Jelačić se je zalagao da se spor s Mađarima riješi mirnim putem, ali kako su svi hrvatski zahtjevi bili odbijeni i kako su iz Pešte dolazile drske i bahate prijetnje poput: "Među nama samo mač može odlučiti!", nije bilo druge nego oružanim putem slomiti i uništiti ratobornu politiku mađarskog ekspanzionizma.
Nakon pismene podrške J.J. Strossmayera i pisma od 4. rujna 1848. u kojem mu kralj vraća sva dostojanstva i časti, uz ispriku: "Mene je na to svrgnuće navelo podmetanje Vaših neprijatelja...", ban Jelačić skuplja vojsku u Varaždinu, te 7. rujna 1848. izdaje proglas u kojem objavljuje rat peštanskoj vladi, a ne mađarskom narodu. U proglasu je još objavio: "Mi hoćemo jednakost i ravnopravnost svih naroda i narodnosti, što žive pod krunom ugarskom. Pošto dakle ministarstvo mađarsko misli, da ne može pristati na te pogodbe zato nam nalaže čast i dužnost, da pokušamo zadnje, pa da se latimo oružja."
Ban Jelačić s povikom: "Što Bog da i sreća junačka!" kreće sa svojom vojskom iz Varaždina 11. rujna 1848., da izbori prava hrvatskog naroda. Tako kod Schwechata, nadomak Beču, ban mudrom ratnom strategijom prvo tuče topovima po mađarskoj vojsci koju zatim pješaštvo odlučnim jurišima potpuno razbija. Jelačić je tako 1. studenog ušao u Beč kao prvi vojskovođa nakon Napoleona, a kralj Franjo Josip I. koji je 1848. naslijedio Ferdinanda V., imenuje bana namjesnikom Rijeke i Dalmacije. Nakon uspješnog sloma bečke revolucije, 13. kolovoza 1849. slomljena je i mađarska revolucija.

## Naslijeđe
Iako revolucije širom Europe, kao ni ona u Hrvatskoj, na izgled nisu ostvarile željene rezultate, štoviše, bio je obnovljen apsolutizam u većoj mjeri nego što je bio prije revolucije, one su imale dugoročne posljedice. S jedne su strane rezultirale razočaranjem, spoznajom da revolucija pobjedom otvara put preradikalnim zahtjevima i teroru, a završava u despotizmu (Francuska revolucija u Napoleonovoj diktaturi, a revolucije 1848. u neoapsolutizmu i autoritarnom carstvu Napoleona III.). Radikali su se razočarali u umjerenom građanstvu, što će jačati novu ideologiju – socijalizam, koji se počeo oblikovati 1848. S druge strane, donijele su ipak nešto novo. Kao i vladari razdoblja restauracije (1815. – 1848.), monarsi su nakon 1848. shvatili da moraju prihvatiti promjene i postupno su uvodili reforme koje je tražila revolucija ili potvrdili one proglašene 1848. (Napoleon III. vratio je opće pravo glasa muškaraca iz 1848., koje je bila ograničila liberalna vlada 1851; bio je ukinut staleški sustav u zemljama gdje je još postojao, Pruska i Sardinija zadržale su ustave i sl.). Nakon neoapsolutizma u 1850-ima gotovo su sve europske države postale parlamentarne (ustavne) monarhije. S odgodom su bili ostvareni i neki nacionalni zahtjevi iz revolucije 1848. – 1849. (nacionalno ujedinjenje Italije i Njemačke, dualističko preuređenje Habsburške Monarhije kao ustupak Mađarskoj).